# Kostel svatého Jana Křtitele (Lipsko)
Kostel svatého Jana Křtitele je zaniklý kostel v saském městě Lipsko v Německu. První zmínky o kostele sahají do 14. století. Při bombovém náletu 4. prosince 1943 vyhořel a roku 1949 došlo k demolici trosek kostela.

## Historie
Kostel svatého Jana Křtitele byl založen v 14. století jako nástupce menší nemocniční kaple při nedalekém špitálu. Měl pod svou správou nedaleký hřbitov. Během šmalkaldské války (1547) byl částečně pobořen. Mezi léty 1582–1584 došlo ke stržení poničené stavby a výstavbě nového svatostánku. V roce 1742 obdržel kostel varhany o 22 rejstřících z dílny Johanna Scheibeho, o které později pečovali ku příkladu Johann Sebastian Bach či Zacharias Hildebrandt. Ve varhanách byly použity píšťaly z varhan kostela svatého Tomáše, jež byly roku 1740 z tamějšího kostela demontovány. Teprve v letech 1746–1749 byl svatojánský kostel doplněn o barokní věž.
Během a po bitvě národů až do roku 1814 sloužily prostory kostela jako válečný lazaret. Poničený kostel byl postupně mezi léty 1894–1897 s výjimkou věže zbourán. Varhany byly z kostela demontovány a uskladněny do bezpečí. Stavby nového novobarokního kostela se zhostil lipský architekt Hugo Licht. Znovuvysvěcen byl 28. března 1897. Při přestavbě kostela byly objeveny kosterní ostatky barokního komponisty Johanna Sebastiana Bacha a básníka Christiana Fürchtegotta Gellerta. Uloženy byly do sarkofágů pod hlavní kostelní oltář.
Po bombovém náletu na Lipsko 4. prosince 1943 utrpěl kostel nenávratné školy, a proto rozhodla městská správa o jeho demolici, jež proběhla roku 1949. Rakve Bacha a Gellerta přežily nálety nepoškozeny. Bachovy ostatky byly převezeny do kostela svatého Tomáše, Gellertovy do kostela Paulinerkirche. Kazatelna se dostala do Muzea města Lipska (Stadtgeschichtliches Museum Leipzig). Fragmenty kostelní věže se roku 1956 dočkaly částečné sanace, hlavně díky darům občanů, avšak po rozhodnutí lipského městského zastupitelstva v čele se Sjednocenou socialistickou stranou Německa i přes bouřlivé protesty místních obyvatel byly pozůstatky věže 9. května 1963 strženy. Svatojánská farnost, která se ocitla bez domovského kostela, byla integrována ke kostelu svatého Mikuláše.
Po sjednocení Německa byla založena občanská iniciativa Johanniskirchturm e. V., která si vzala za cíl obnovit strženou kostelní věž. 4. prosince 2013 byl symbolicky vztyčen dřevěný kříž na náměstí Johannisplatz ke vzpomínce na bombový útok a stržení svatojánské věže.
V listopadu 2014 byla odborníky prozkoumána bývalá kostelní krypta, v níž byly objeveny dvě mramorové plastiky Christiana Fürchtegotta Gellerta z jeho epitafu, které čekají na svou restauraci.

## Galerie

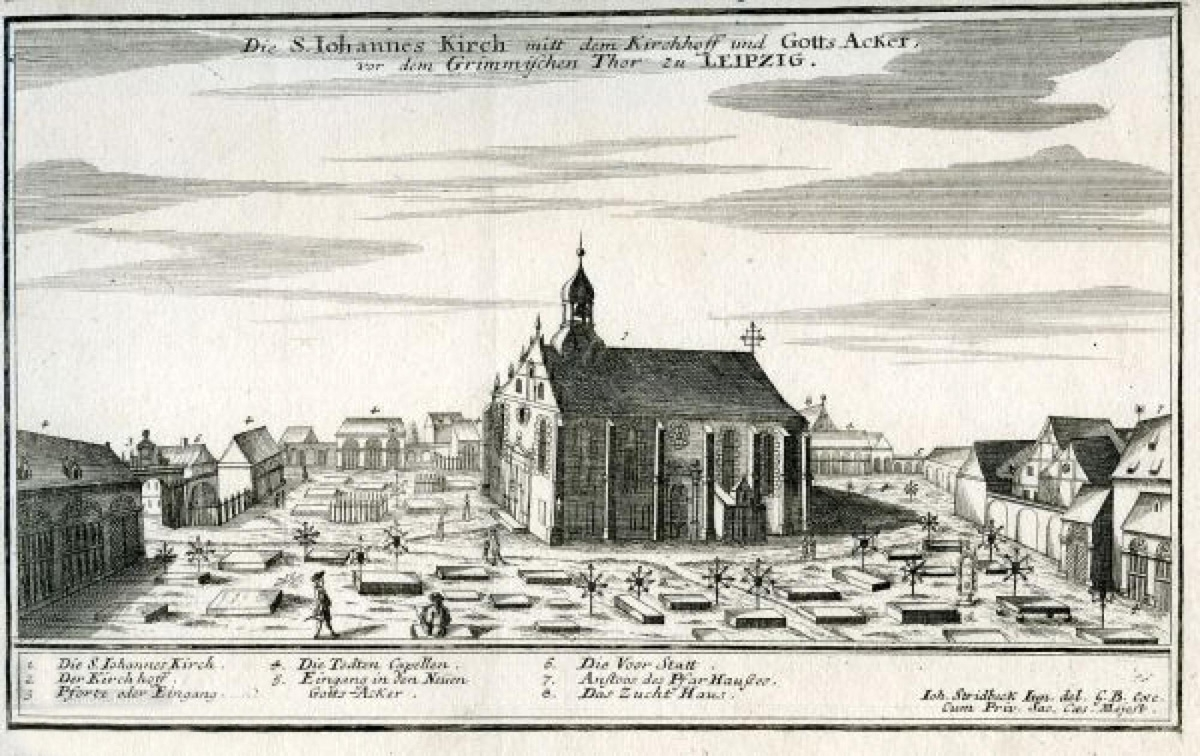
Rytina kostela z dílny Johanna Stridbecka, kolem roku 1700
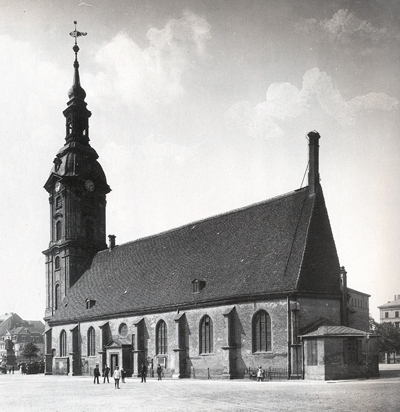
Stav kostela v roce 1887
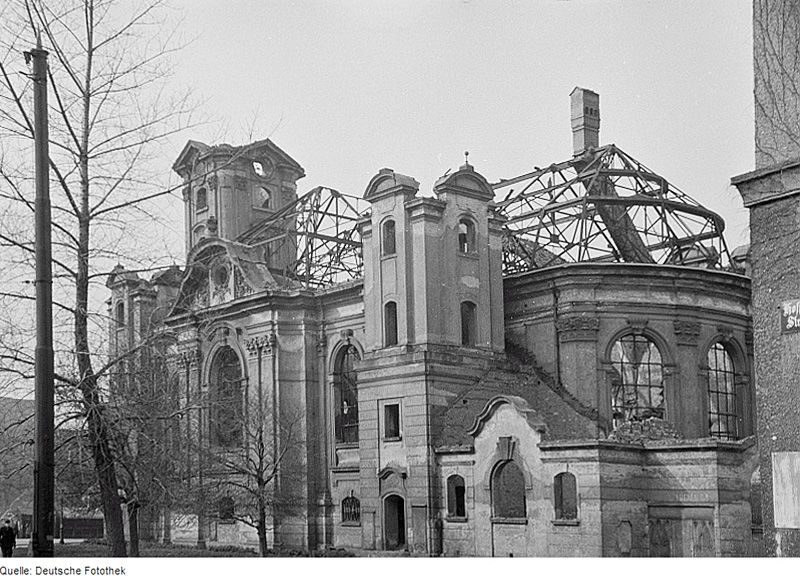
Ruina kostela po náletu 1943
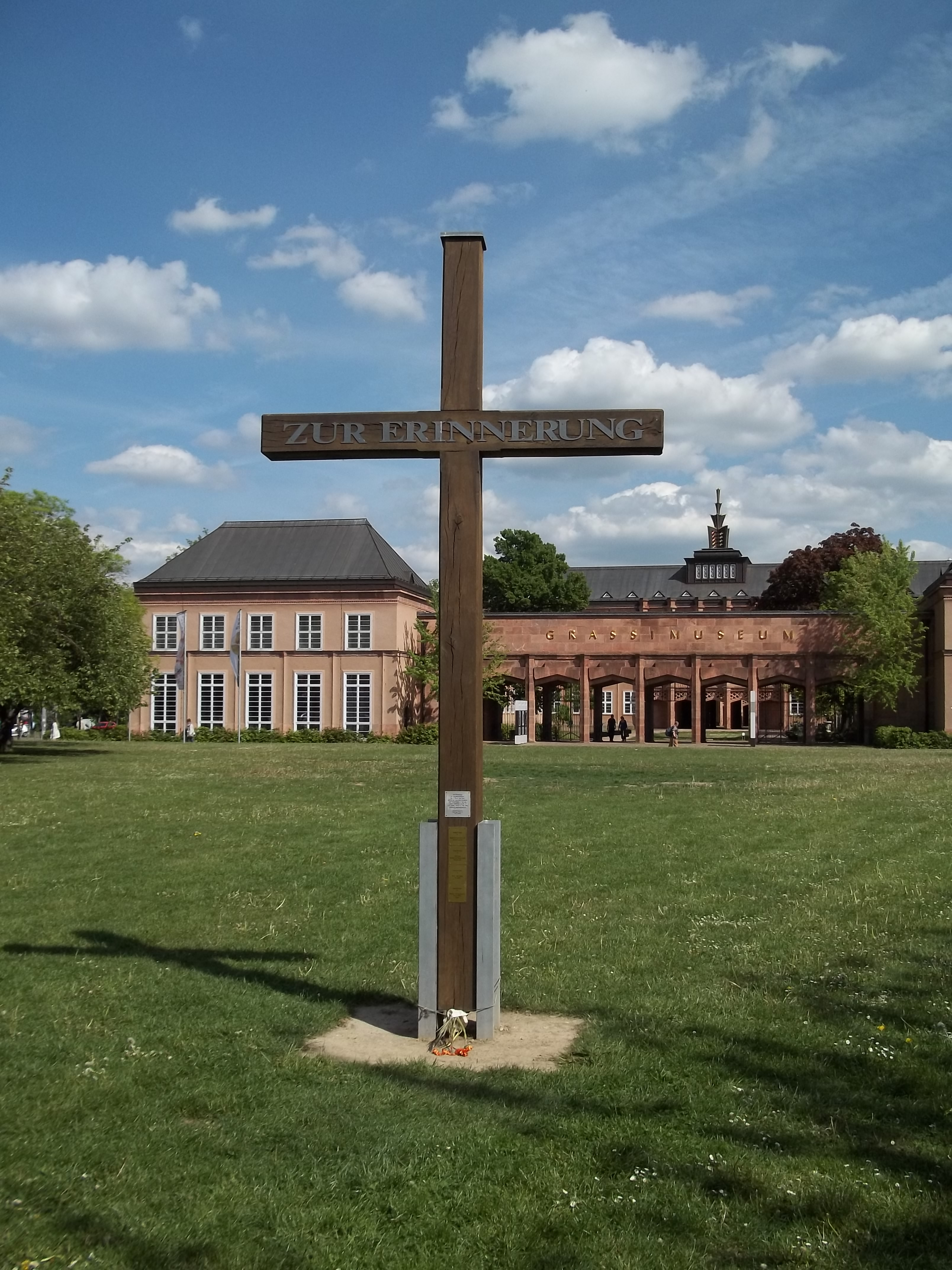
Symbolický kříž na náměstí Johannisplatz